# Prix du jury œcuménique du Festival de Montréal
Pour les articles homonymes, voir Prix du jury œcuménique.
Le Prix du jury œcuménique est une récompense cinématographique décernée par un jury indépendant lors du Festival des films du monde de Montréal depuis 1979 à un long métrage de la compétition officielle.
Le jury est composé de chrétiens engagés dans le monde du cinéma (journalistes, réalisateurs, enseignants). Ce jury est mis en place chaque année par les associations internationales Signis et Interfilm.

## Palmarès

### Années 1970-1980
- 1979 : La Isla d'Alejandro Doria
- 1980 : Les Parents du dimanche de János Rózsa
- 1981 : Sally and Freedom de Gunnel Lindblom
- 1982 : Volver a empezar (Begin the Beguine) de José Luis Garci
- 1983 : The Go Masters de Jun'ya Satō et Duan Jishun
- 1984 : Annie's Coming Out de Gil Brealey
- 1985 : Le Pouvoir du mal de Krzysztof Zanussi
- 1986 : Mon cher petit village de Jiří Menzel
- 1987 : Adieu Moscou de Mauro Bolognini
- 1988 : Salaam Bombay ! de Mira Nair
- 1989 : Tutajosok (Mémoires d'un fleuve) de Judit Elek

### Années 1990
- 1990 : La Femme au paysage d'Ivica Matic
- 1991 : Sensô to seishun (La Guerre et la Jeunesse) de Tadashi Imai
- 1992 : Sofie de Liv Ullmann
- 1993 : Le Long Silence de Margarethe von Trotta
- 1994 : L'Âme des guerriers (Once Were Warriors) de Lee Tamahori
- 1995 : Deep River de Kei Kumai
- 1996 : Hamsun de Jan Troëll
- 1997 : Les Enfants du ciel de Majid Majidi
- 1998 : Le Phare d'Eduardo Mignogna
- 1999 : Goya à Bordeaux de Carlos Saura

### Années 2000
- 2000 : Ali Zaoua de Nabil Ayouch
- 2001 : Torzók (Abandonnés) d'Árpád Sopsits
- 2002 : Le Dernier Train de Diego Arsuaga
- 2003 : Gaz Bar Blues de Louis Bélanger
- 2004 : La Fiancée syrienne d'Eran Riklis
- 2005 : Kamataki de Claude Gagnon
- 2006 : Nagai Sanpo d'Eiji Okuda
- 2007 : Ben X de Nic Balthazar
- 2008 : Varg de Daniel Alfredsson
- 2009 : La Trêve (Waffenstillstand) de Lancelot von Naso

### Années 2010
- 2010 : Oxygène (Adem) de Hans Van Nuffel
- 2011 : David de Joel Fendelman et Patrick Daly
- 2012 : Ende der Schonzeit de Franziska Schlotterer